# دشيشة بنت راكان المنديل
الأميرة دشيشة بنت ضيدان آل منديل العمري الخالدي، هي زوج الإمام فيصل بن تركي، وتنتمي إلى بني خالد الذين قطن جزء كبير منهم في شمال شرق شبة الجزيرة العربية، وكان لشيوخهم حكم الأحساء في الفترة من 1080-1210هـ/1669-1795م.

## نشأتها
نشأت في فترة لم يعد لبني خالد فيها أي أثر سياسي بعد أن أصبحت المنطقة التي كانوا يسيطرون عليها ضمن أجزاء الدولة السعودية الأولى والثانية.

## حياتها
تزوج الامام فيصل بن تركي بدشيشة موثقاً صلة آل سعود بهذه القبيلة؛ فأنجبت له ابنه سعود وأحاطته برعايتها في فترة كان الامام فيصل في مصر من عام 1254هـ/1838م إلى 1259هـ/1843م وذاعت شهرة ابنها سعود بسبب المواقف التي اتخذها من أخيه الإمام عبد الله بن فيصل الذي تولى الحكم عقب وفاة والده الإمام فيصل بن تركي. وعاصرت دشيشة كل مراحل الخلاف والنزاع بين ابنها وأخيه الإمام عبد الله، وامتد بها العمر فشهدت وفاة ابنها في 18 ذي الحجة 1291هـ الموافق 25 يناير 1875م، وكانت محبة لابنها كثيرًا وأوقفت له أوقاف كثيرة في بلدة الدلم بمحافظة الخرج، التي كانت مقر إمارته من قبل والده.